# Cape Coast Municipal

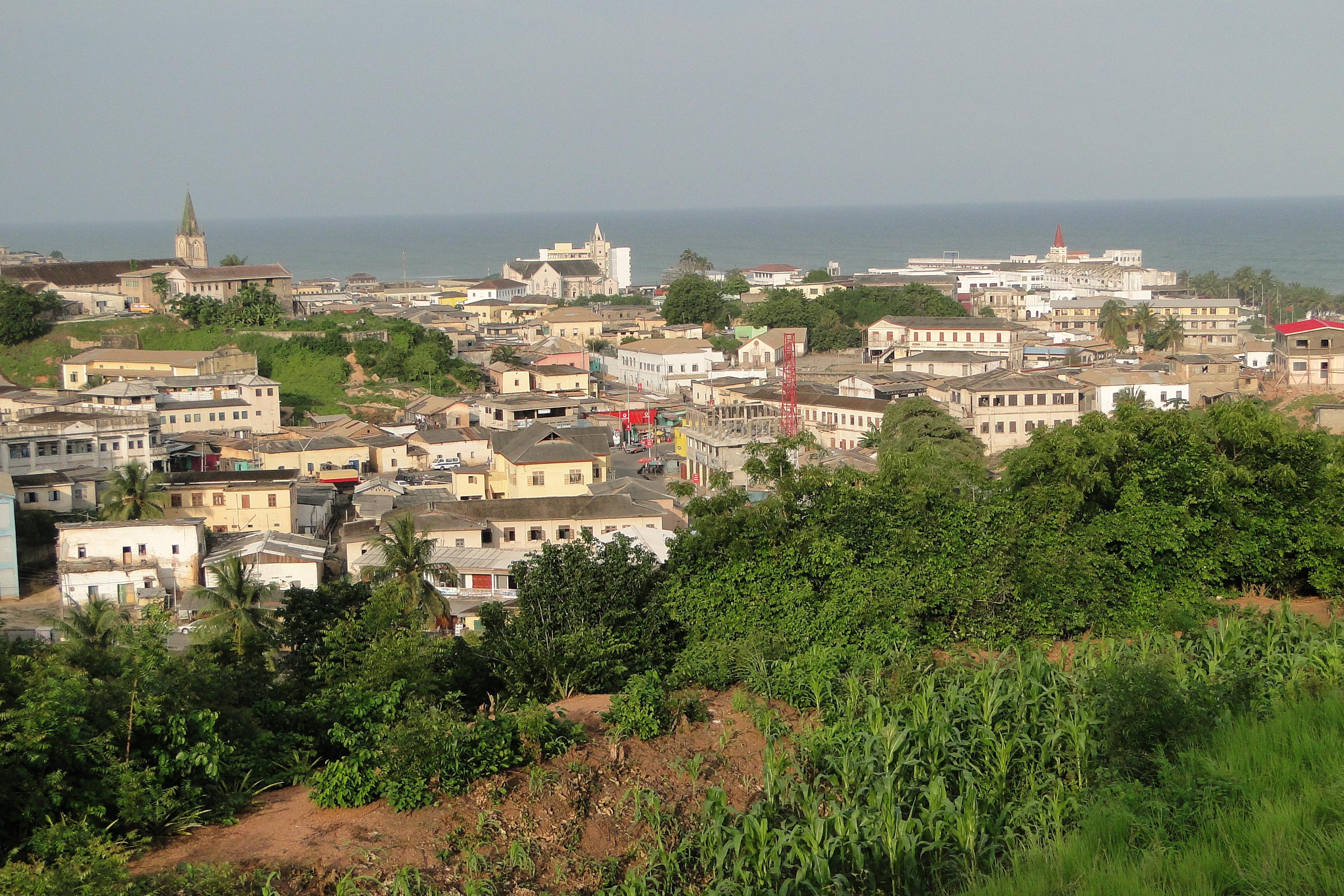
Centro de Cape Coast.

Cape Coast Municipal é um distrito de Gana, banhado pelo Golfo da Guiné, com 70.000 habitantes. 
Antiga feitoria portuguesa com o nome de Cabo Corso.